# Campeonato Europeu de Hóquei em Patins Masculino de 1930
O Campeonato Europeu de 1930 foi a 5.ª edição do Campeonato Europeu de Hóquei em Patins. Esta competição é organizada pelo CERH.

## Participantes
| Países     | Participação | Melhor Resultado                  |
| Inglaterra | 5.ª          | Campeão (1926, 1927, 1928 e 1929) |
| França     | 5.ª          | 2.º Lugar (1926, 1927 e 1928)     |
| Alemanha   | 5.ª          | 3.º Lugar (1926 e 1928)           |
| Suíça      | 5.ª          | 3.º Lugar (1927)                  |
| Bélgica    | 5.ª          | 5.º Lugar (1926 e 1928)           |
| Portugal   | Estreante    | -                                 |
| ---------- | ------------ | --------------------------------- |

## Resultados
|            | Inglaterra | França | Alemanha | Suíça | Bélgica | Portugal |
| ---------- | ---------- | ------ | -------- | ----- | ------- | -------- |
| Inglaterra |            | 6-0    | 4-2      | 5-2   | 6-0     | 5-1      |
| França     |            |        | 1-1      | 3-1   | 1-0     | 2-1      |
| Alemanha   |            |        |          | 2-0   | 0-0     | 5-0      |
| Suíça      |            |        |          |       | 3-1     | 1-1      |
| Bélgica    |            |        |          |       |         | 3-1      |
| Portugal   |            |        |          |       |         |          |

## Classificação final
| Lugar | Seleção    | J | V | E | D | P  | GM | GS | Dif. |
| ----- | ---------- | - | - | - | - | -- | -- | -- | ---- |
|       | Inglaterra | 5 | 5 | 0 | 0 | 10 | 26 | 5  | +21  |
|       | França     | 5 | 3 | 1 | 1 | 7  | 7  | 9  | -2   |
|       | Alemanha   | 5 | 2 | 2 | 1 | 6  | 10 | 5  | +5   |
| 4     | Suíça      | 5 | 1 | 1 | 3 | 3  | 7  | 12 | -5   |
| 5     | Bélgica    | 5 | 1 | 1 | 3 | 3  | 4  | 11 | -7   |
| 6     | Portugal   | 5 | 0 | 1 | 4 | 1  | 4  | 16 | -12  |

| Campeões Europeus 1930 |
| ---------------------- |
| Inglaterra             |
| INGLATERRA 5.º Título  |